# 해운대고등학교
해운대고등학교(海雲臺高等學校)는 대한민국 부산광역시 해운대구 우동에 위치한 자율형 사립 고등학교이다.

## 학교 연혁
- 1967년 12월 : 학교법인 동광학원 설립인가
- 1976년 8월 : 학교법인 동해학원 법인명 변경
- 1977년 3월 : 양재원 이사장 취임
- 1979년 12월 : 본관 신축
- 1980년 1월 : 해운대고등학교 설립인가(30학급)
- 1980년 3월 : 초대 강현석 교장 취임
- 1980년 3월 : 해운대고등학교 개교(10학급) 및 제1회 입학식(607명)
- 1985년 10월 : 체육관(동해회관) 준공
- 2001년 10월 : 자립형 사립고 시범 운영학교 지정
- 2004년 2월 : 기숙사(제2동) 준공
- 2004년 11월 : 도서관 준공
- 2010년 3월 : 자율형 사립고 운영학교 신입생 입학
- 2023년 9월 : 제14대 김경 교장 취임
- 2025년 2월 : 제43회 졸업식(127명, 총 16,919명)
- 2025년 3월 : 제46회 입학식(170명)
- 2025년 3월: 양승은 이사장 취임

## 참고 자료
- 해운대고등학교 - 한국교육학술정보원 학교알리미